# Paderborni főegyházmegye
A Paderborni főegyházmegye (latinul: Archidioecesis Paderbornensis, németül: Erzbistum Paderborn) egy németországi római katolikus egyházmegye. 799-es alapításától püspökségként működött, majd 1930-ban érseki rangra emelték. Észak-Rajna-Vesztfália keleti részén fekszik, területe mintegy 14 745 km², itt több mint másfél millió katolikus hívő él. Székesegyháza a paderborni Szűz Mária, Szent Kilián és Szent Liborius Katedrális.
Jelenlegi főpásztora Hans-Josef Becker érsek.
Az érsekség suffragáneusai az Erfurti egyházmegye, a Fuldai egyházmegye és a Magdeburgi egyházmegye.

## Története

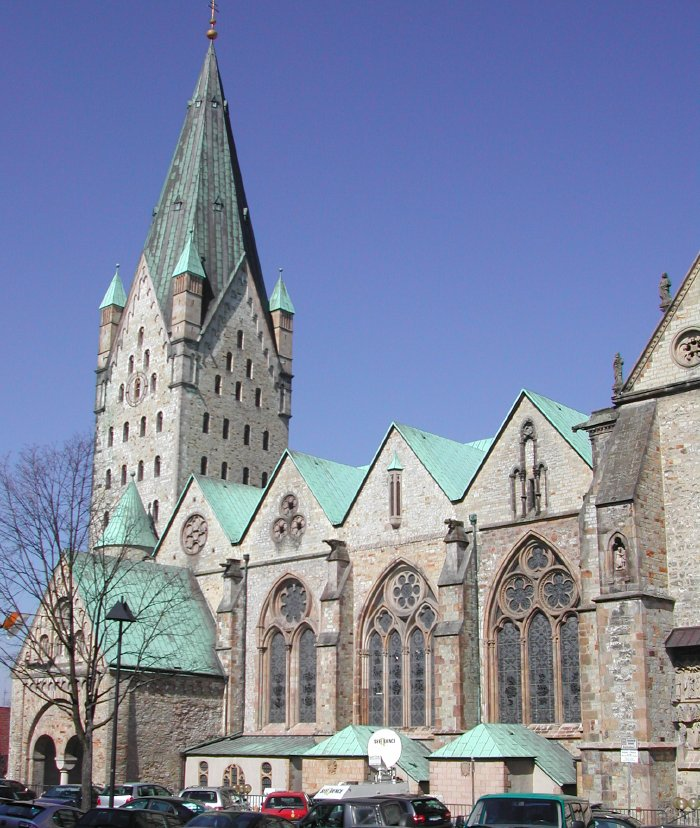
A paderborni dóm

A Paderborni püspökséget III. Leó pápa alapította, Nagy Károly támogatásával. Először a würtzburgi püspöknek, majd a mainzi érseknek rendelték alá. A 13. századra a kölni érsek politikai befolyása alá került, ám 1281-ben Habsburg Rudolf német királytól a püspök fejedelmi rangot kapott. A század végére a kölni érsek hatalma meggyengül, így a püspökség ténylegesen a Német-római Birodalom önálló államává vált.
A reformáció alatt az új tanok gyorsan terjedtek az egyházmegyében. Ennek oka részben, hogy a püspök, Hermann von Wied (egyben kölni érsek is) szembefordult a római pápával. A katolikus egyház tekintélyét itt is a jezsuiták állították vissza, akik előbb gimnáziumot, majd 1614-ben egyetemet is alapítottak.
1803-ban a püspökséget szekularizálták a Porosz Királyság javára. VII. Piusz pápa 1821-ben De salute animarum kezdetű bullájával rendezte az egykori Német-római Birodalom területén lévő egyházmegyék sorsát. Ebben a pápa visszaállította a püspökséget, területét a Kölni, Mindeni, Halberstadti, Mainzi, Osnabrücki és Magdeburgi egyházmegyéktől elcsatolt részekkel növelte meg. Ezzel az egyik legnagyobb német egyházmegye lett, ugyanakkor püspökséget a Kölni főegyházmegye alá rendelte. XI. Piusz pápa 1930-ban érseki rangra emelte az egyházmegyét, területét viszont csökkentette. Szuffragáneusai ekkor a Hildesheimi és a Fuldai egyházmegyék voltak. 1958-ban az Esseni egyházmegye, 1994-ben pedig a Magdeburgi egyházmegye létrehozásával csökkent tovább területe.

## Az egyházmegye püspökei

### Paderborn püspökei (806-1321)
- (Szent) Hathumar (806-815)
- (Szent) Badurad (815-862)
- (Boldog) Luithard (862-887)
- Biso (887-900)
- I. Teodor(900-917)
- Unwan	(918-935)
- Dudo (935-959)
- Volkmar, OSB (959-983)
- Rethar (983-1009)
- (Boldog) Meinwerk (1009-1036)
- (Boldog) Rotho, OSB (1036-1051)
- (Boldog) Imad (1051-1076)
- Poppo (1076-1083)
- I. Henrik, von Assel (1083-1090)
- II. Henrik, von Werl (1084-1127)
- I. Bernát, von Oesede (1127-1160)
- Evergis (1160-1178)
- Siegfried (1178-1188)
- II. Bernát, von Ibbenbüren (1188-1203)
- III. Bernát, von Oesede (1204-1223)
- Tamás Olivér, bíboros (1223-1225)
- Wilbrand, von Oldenburg (1225-1228)
- IV. Bernát, zur Lippe (1228-1247)
- I. Simon, zur Lippe (1247-1277)
- Ottó, von Rietberg (1277-1307)
- I. Günther, von Schwalenberg (1307-1310)
- II. Teodor, von Itter (1310-1321)

### Paderborn hercegpüspökei (1321-1803)
- V. Bernát, zur Lippe (1321–1341)
- Baldwin, von Steinfurt (1341–1361)
- III. Henrik, von Spiegel zum Desenberg, OSB, corveyi apát (1361–1380)
- II. Simon, von Sternberg (1380–1389)
- Rupert, von Berg, passaui püspök (1389–1394)
- I. János, von Hoya (1394–1399)
- Bertrando d'Arvazzano (1399–1401)
- I. Vilmos, von Berg (1400–1414)
- III. Dietrich, von Moers, kölni érsek (1414–1463)
- III. Simon, von Lippe (1463–1498)
- I. Hermann, von Hessen, kölni érsek (1498–1508)
- Erik, von Braunschweig-Grubenhagen, osnabrücki és münsteri püspök (1508–1532)
- Hermann, von Wied, kölni érsek (1532–1547)
- Rembert, von Kerssenbrock (1547–1568)
- II. János, von Hoya, osnabrücki és münsteri püspök (1568–1574)
- Salentin, von Isenburg, kölni érsek (1574–1577)
- IV. Henrik, von Sachsen-Lauenburg, brémai érsek és osnabrücki püspök (1577–1585) - protestáns, a pápa nem ismerte el
- IV. Dietrich, von Fürstenberg (1585–1618)
- I. Ferdinánd, bajor herceg, kölni érsek, hildesheimi, freisingi, münsteri és Liège-i püspök (1618–1650)
- Dietrich Adolf, von Recke (1650–1661)
- II. Ferdinánd, von Fürstenberg (1661–1683; also prince-bishop of Münster)
- Hermann Werner, von Wolff-Metternich zur Gracht (1683–1704)
- Ferenc Arnold, von Wolff-Metternich zur Gracht, münsteri püspök (1704–1718)
- Kelemen Ágost, bajor herceg, pápai legátus, kölni érsek, regensburgi, hildesheimi, münsteri és osnabrücki püspök, a Német Lovagrend nagymestere (1719–1761)
- Vilmos Antal, von Asseburg (1763–1782)
- Frigyes Vilmos, von Westphalen, hildesheimi püspök (1782–1789)
- Ferenc Egon, von Fürstenberg, hildesheimi püspök (1789–1803)

1803-tól a püspökség világi hatalma megszűnt, de a püspök egyházkormányzati feladatokat továbbra is ellátott.

### Paderborn püspökei (1821-1930)
- Ferenc Egon, von Fürstenberg, hildesheimi püspök (1821-1825)
- Friedrich Klemens von Ledebur-Wicheln (1825-1841)
- Richard Dammers (1841-1844)
- Franz Drepper (1845-1855)
- Konrad Martin (1856-1879). Halála után három évig a kulturkampf miatt nem neveztek ki újabb püspököt.
- Franz Kaspar Drobe (1882-1891)
- Hubert Theophil Simar (1891-1899)
- Wilhelm Schneider (1900-1909)
- Karl Joseph Schulte (1910-1920)
- Caspar Klein (1920-1930)

### Paderborn érsekei (1930- )
- Caspar Klein (1930-1941)
- Lorenz Jaeger, bíboros (1941-1973)
- Johannes Joachim Degenhardt, bíboros (1974-2002)
- Hans-Josef Becker (2003- )

## Szomszédos egyházmegyék
- Kölni főegyházmegye (délnyugat)
- Esseni egyházmegye (nyugat)
- Münsteri egyházmegye (északnyugat)
- Osnabrücki egyházmegye (északnyugat)
- Hildesheimi egyházmegye (északkelet)
- Fuldai egyházmegye (délkelet)
- Limburgi egyházmegye (dél)